# 奥古斯托·皮诺切特
奥古斯托·何塞·拉蒙·皮诺切特·乌加特（西班牙語： [awˈɣusto pinoˈʃe(t)]；1915年11月25日—2006年12月10日），前智利總統、智利军事独裁者，智利迄今為止任職時間最長的总统，統治智利長達16年，並在下台後繼續擔任陸軍總司令直至1998年。
1973年，皮诺切特在美國支持下发动了流血政变，推翻了民选左翼总统阿连德，建立右翼军政府。任内进行新自由主义经济改革，使智利經濟快速發展，但另一方面同时残酷打击知识分子、民主人士及共产主义支持者，数万人称他们遭到了皮诺切特政府的酷刑折磨。
皮诺切特的功過受到爭議，支持者认为他使用強而有力的手段阻止了共产主义在國內的蔓延，並同曼努埃尔·罗德里格斯爱国阵线、革命左翼运动之类的左翼激进组织作了斗争，执行了新自由主义的市場经济政策，为智利经济的20年快速发展奠定了基础。反对者则认为，皮诺切特破坏了智利的民主政治，依靠政变，非法夺取了当时阿连德的左翼执政，并实行军事独裁，导致智利的人權和民主大幅倒退，另外他还实行了导致数千名反对者死伤的国家恐怖主义政策。
他奉行的意识形态被称为皮诺切特主义。

## 早年生涯
1915年11月25日，皮诺切特出生于智利的港口城市瓦尔帕莱索。1933年，他进入军校学习。1937年，以少尉军衔毕业成为步兵。1939年，晋升为中尉。1940年，回到步兵学校学习。1943年1月30日，同露西娅·西里亚特结婚，育有二子三女。
1948年，皮诺切特进入战争研究所。作为该所最年轻的军官，他尚有任务需要执行，次年才真正开始在研究所的学习。1951年，他获得了参谋长的职务，回到军校教书，他同时在战争研究所做助教，讲授军事地理学和地缘政治学的课程。另外他还积极参与学术刊物《百鹰》（Cien águilas）的编辑。
1953年，他晋升至少校。随后回到圣地亚哥接受了战争研究所教授职位的任命。后又进入智利大学法学院学习。
1956年，皮诺切特与一群年轻的军官同时被选中，与厄瓜多尔战争研究所进行合作项目。他不得不因此放弃了法学的学业。在合作的三年半中，他致力于地缘政治学，军事地理学和情报学的研究。
1959年末，皮诺切特回国，进入陆军第一师总部。1960年，他被任命为“埃斯莫拉尔达”军团司令。由于任上工作出色，1963年，他被任命为战争研究所副所长。
1968年，他出任陆军第二师参谋长。年底擢升为准将，出任第六师师长。
1971年1月，皮诺切特任圣地亚哥驻军司令，晋升为少将。1972年，被任命为陆军总参谋长。
1973年8月23日，在智利国内政治斗争风起云涌之际，皮诺切特出任智利陆军总司令。

## 奪權和掌權 (1973-1990)

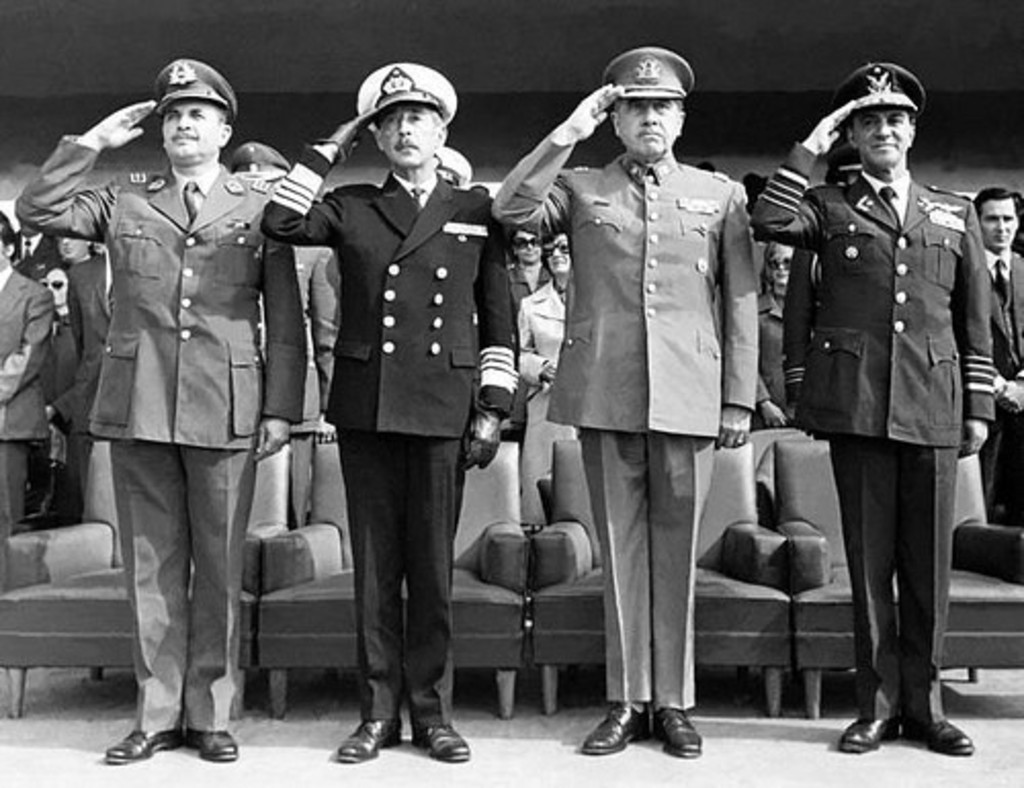
1973年的皮諾切特 (圖中左三)

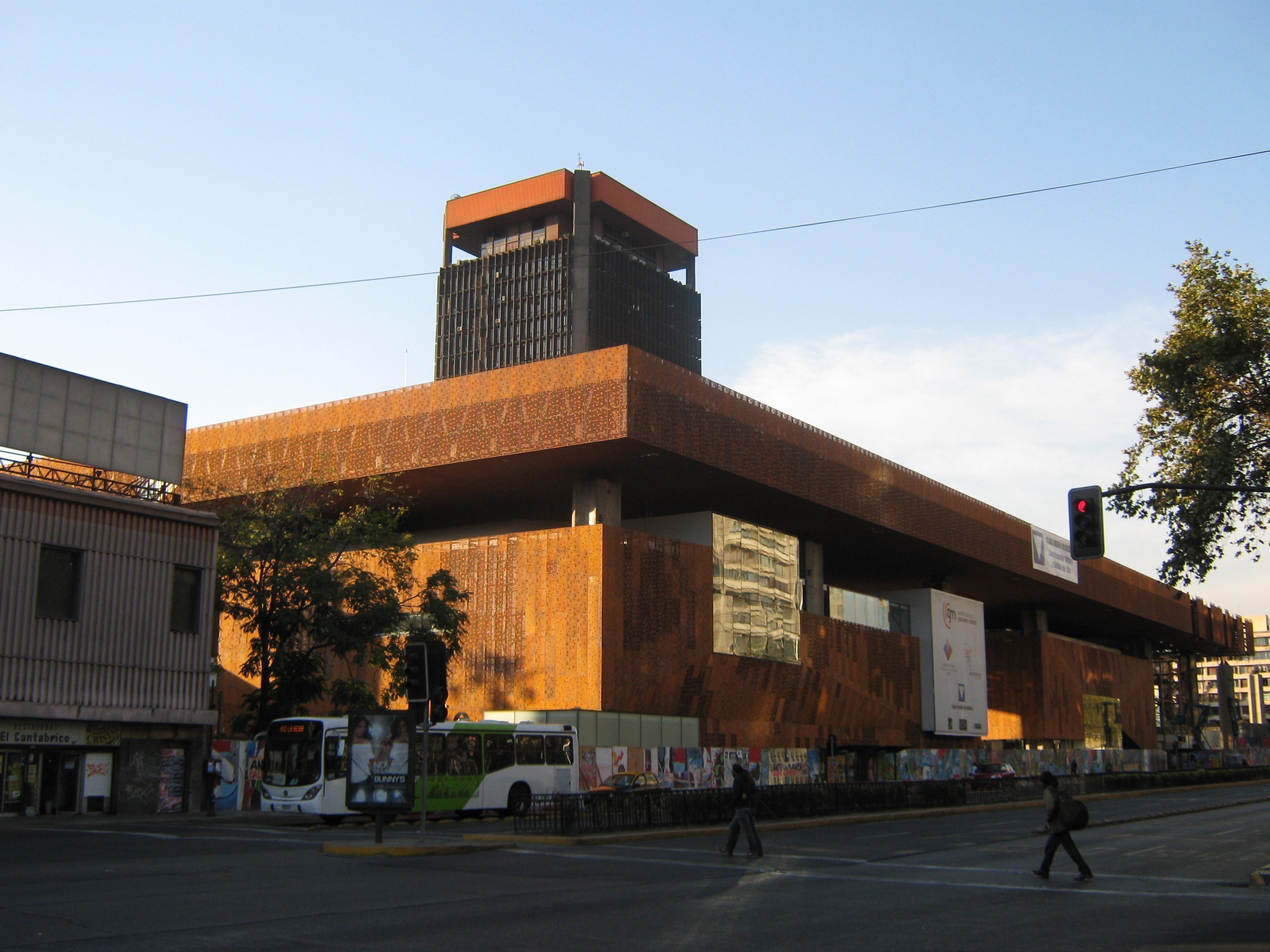
皮諾契特軍政府的行政與軍事中心－舊國防部大樓

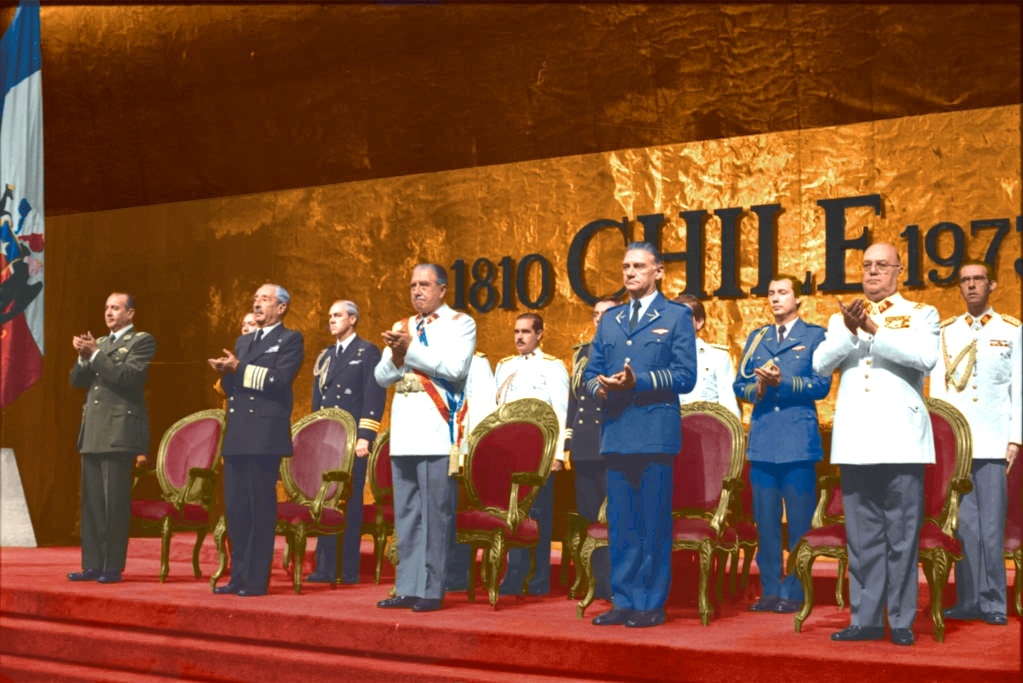
圖片顯示1974年12月17日皮諾切特的总统就職典禮，背景顯示智利獨立的1810年，與皮諾切特政變的1973年

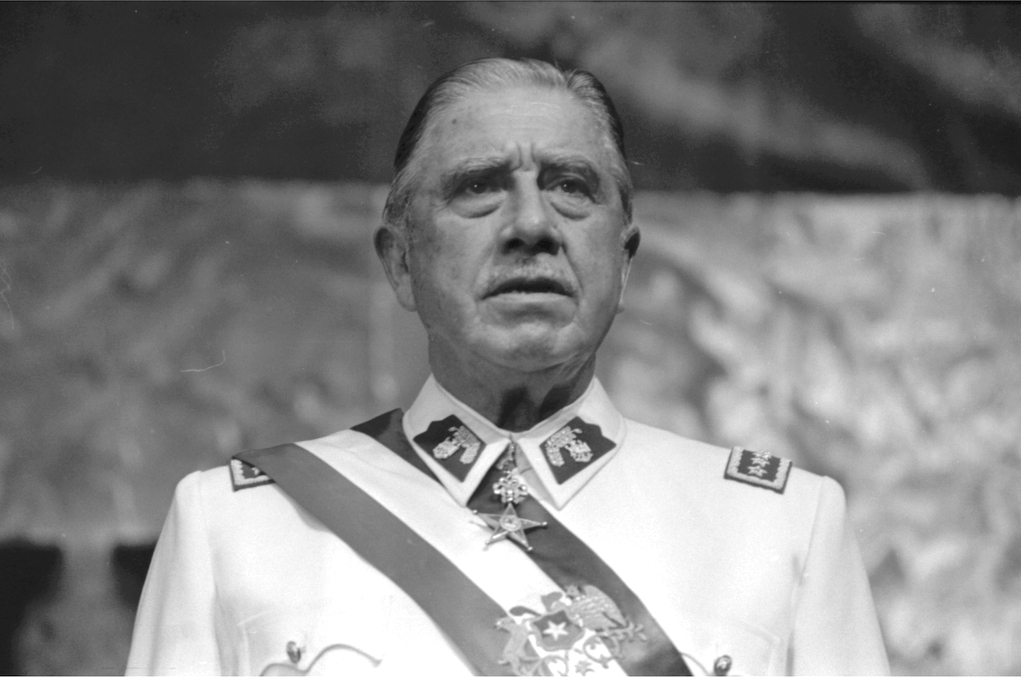
1977年的皮諾切特

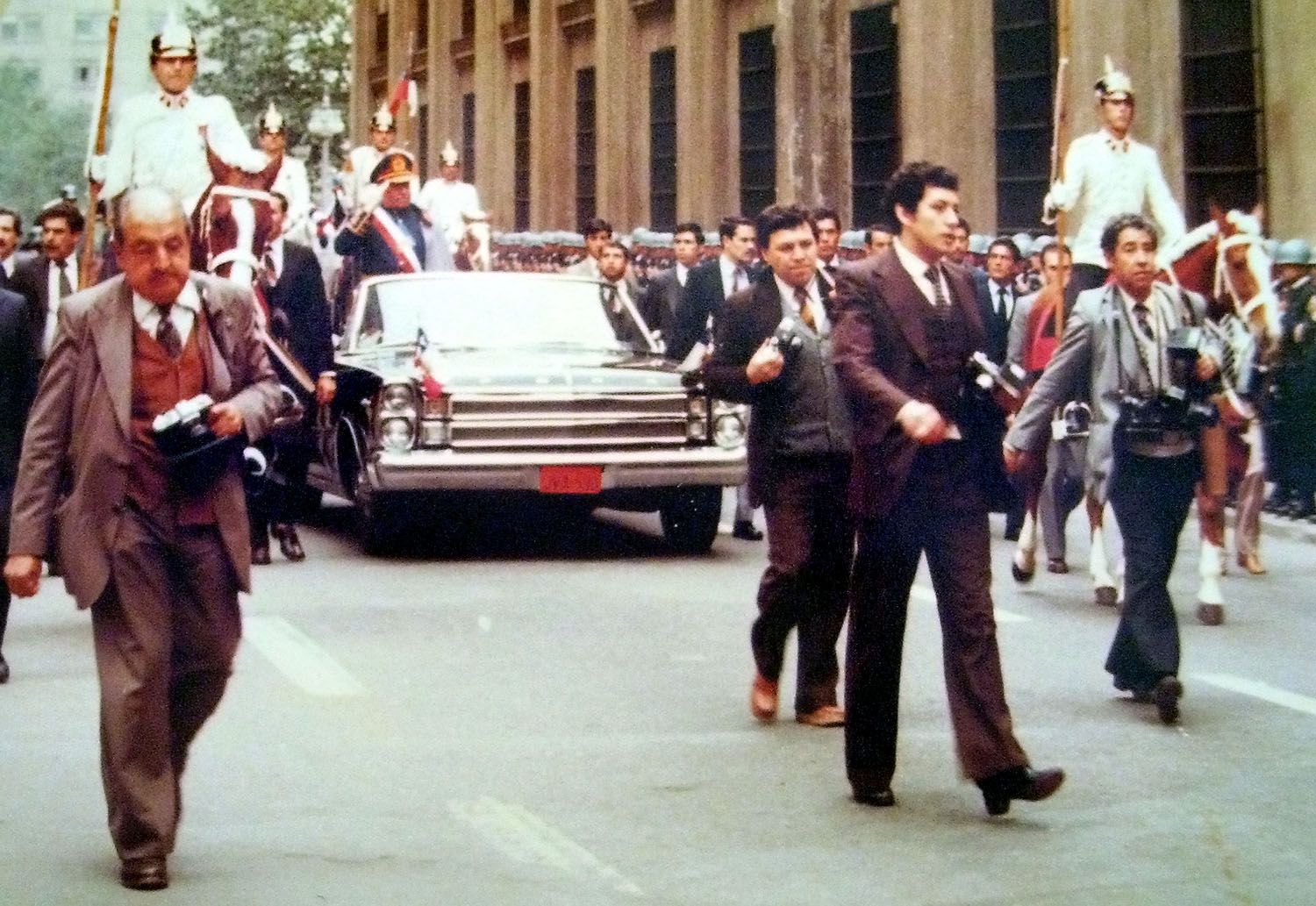
1982年的皮諾切特

1973年9月11日，皮诺切特指挥军队包围总统府，杀害左翼社會主義总统萨尔瓦多·阿连德。随即皮诺切特建立军政府，中止执行宪法，解散国会，执行严厉的言论检查，取缔所有政党，暂停一切政治活动。根據近年美國中央情報局的解密資料，皮诺切特的行為得到美國的大力支援。军政府对左翼政治活动的镇压导致至少约3,000人被杀或失踪，超过27,000人遭监禁或拷打，其中许多人被迫流亡国外。叛变的智利空军轰炸了陆军部队包围的总统府。普遍认为阿连德是用一把AK-47步枪自杀的。真相仍存争议。
政变后建立的军政府由陆军代表——皮诺切特和海军、空军、憲兵各一名代表组成，以皮诺切特为首。原本计划由这四人轮流领导，但是，之后皮诺切特的地位得到了巩固。军政府立即开始对左翼支持者进行镇压及清洗，数百人被逮捕，其中一些遭到杀害。接下去的3年里有数千人遭监禁和拷打，超过3,000人遇害。皮诺切特政府践踏人权的行径造成了国际影响，包括大量的「失踪」人口。军政府還一度解散国会和暫停憲法。
皮诺切特在其传记中称自己为政变的领导者，他作为陆军总司令牵头与海军、空军、憲兵达成了政变计划。近年来，有当时的高级军官指出皮诺切特只是在政变计划进行前几天勉强介入其中，而且在政变中接受了其他军种（尤其是海军）的领导。
1973年9月11日，军政府上台后，皮诺切特巩固了自己的唯一领导地位。1974年6月27日，皮诺切特自任智利最高领导人。1974年12月17日，皮诺切特自任总统，任期六年。他的军衔也提升到“大元帅”，之前只有殖民政府首脑和智利开国元勋得到过这一军阶。
军政府中的空军代表古斯塔沃·雷逐渐对皮诺切特的政策不满。1978年7月24日，古斯塔沃·雷被逐出军政府。
1977年至1978年间，智利与同处于军事独裁下的阿根廷濒临战争边缘，起因是对于美洲大陆南端的三个小岛：皮克頓島、倫諾克斯島和努埃瓦島的归属。由於同屬天主教國家，教宗若望·保禄二世派出特使，成功避免了两国间的全面战争。这一争议最终于1984年以和平友好条约的形式获得解决。智利获得了对争議岛屿的主权。

### 经济政策

智利（藍色）南美洲（灰色）人均GDP的平均值(1950-2008)，皮诺切特上台后(1974-1990)智利的GDP增長情况。

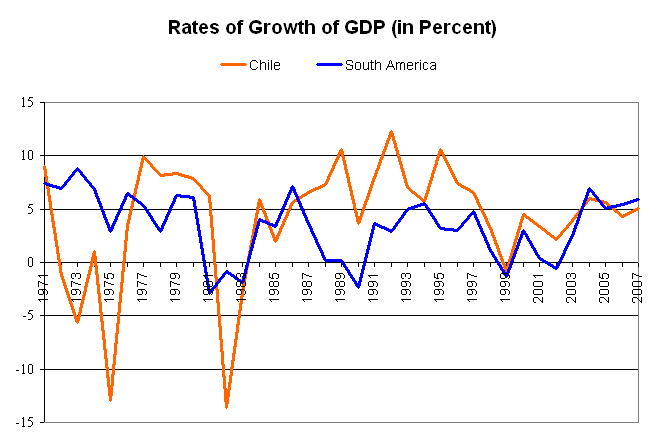
智利（橙色）南美洲（藍色）人均GDP的平均值(1971-2007)，皮诺切特上台后(1974-1990)智利的GDP增長情况。

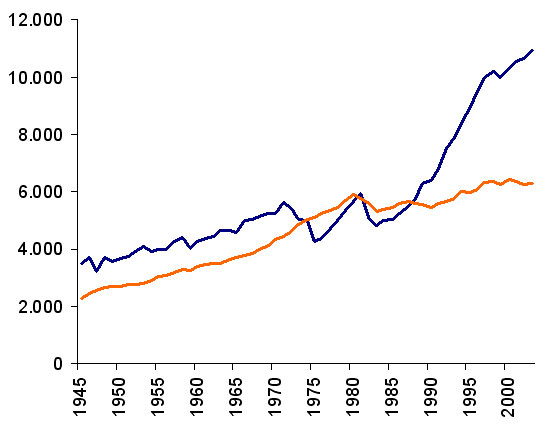
智利（藍色）南美洲（橙色）人均GDP的平均值(1945-2003)，皮诺切特上台后(1974-1990)智利的GDP增長情况。

皮诺切特上台后，立即采取了市场经济改革措施。他表示自己希望“将智利变成一个企业家的国度，而不是无产者的国度”。1975年3月，在米尔顿·弗里德曼訪問智利後，皮诺切特起用“芝加哥男孩”（Chicago boys、指一群在芝加哥大学学习过的经济学家，货币政策深受米尔顿·弗里德曼影响）来贯彻他的政策。
皮诺切特开创了智利经济放松管制和私有化的纪元。他先后废除了最低工资，取消了工会权利，将养老金体系，国有工业和银行进行私有化改革，降低了部分税收。这些政策的支持者们（尤其是弗里德曼）认为“智利奇迹”是因此产生的（1970年-1990年，智利人均国内生产总值实际增长了35%），通膨率達至341%，貧窮率達到41%。反对者则指出，智利失业率从1973年的4.3%上升至1983年的22%，而实际工资水平下降了40%。在皮诺切特当政的最后几年，情况略有改善。1990年失业率降至7.8%。阿连德时期出现的物资短缺现象也得到了补救。
由于受到20世纪80年代初全球经济衰退的影响，80年代普遍被其他拉美国家称为“失落的十年”（La Década Perdida）。相反，在皮诺切特治下的智利经济保持了强劲且持久的增长。皮诺切特政府的经济政策有三个主要目标：经济自由化，国有企业私有化，稳定通货膨胀。1985年，智利政府开始了第二轮的私有化改革，它修改了之前的提高关税政策，并赋予了中央银行更大的权力。80年代中叶，智利的45%的人口依然生活在贫困线下，而到了1992年，智利的失业率下降到5%以下，每年的平均GDP增长率达到了6.2%。皮诺切特下台后，其继任者均为中左派，但他们继承了自由市场经济政策。

### 镇压异己
掌权后，皮诺切特对前左翼阿連德社會主義政府的残余支持者进行了残酷的镇压。军政府立即取缔了所有左翼政党。对被视为社会主义和马克思主义的同情者则采用暴力镇压，一些公开反对政府的人士也遭到迫害。皮诺切特当政17年间遇难人士的具体数目至今不详。智利“真相与和解”国家委员会1991年发布的报告认为，有2,095人遇害，1,102人失踪。皮诺切特任内还热衷于将反对他统治的政治犯带上直升机并投入大海、沙漠、雪山、冰川甚至是火山口中；据2004年智利的一项庭审记录，1973年至1976年间，至少有400名政治犯被捆绑在铁轨钢材上，并被智利陆军的“美洲狮”直升机丢入太平洋，皮诺切特专用直升机的驾驶员安东尼奥·帕洛莫更是直接参与了上述行动。
严刑拷打也是军政府镇压异己的常用手段。成千上万的智利人因此出逃国外。2004年，「政治犯与酷刑」国家委员会发布报告称，大约有35,000人声称遭到了军政权的酷刑折磨。其中有28,000份证词被认为是合法的。该报告同时认为，超过半数的逮捕行动发生于军人建政数月内（大约有18,000人称他们是在1973年9月至12月间遭到拘禁的）。
任内，智利频繁发生骚乱与暴力袭击，政局不稳。另有数次未遂暗杀，深化了政府的「妄想症」，加剧了迫害的恶性循环。
智利与其他拉美国家不同，在政变之前有长期且穩定的民主宪政史，自1925年起已定期舉行民主選舉，鲜见军人干政。
1976年9月，智利形势引起了国际关注，前智利驻美国大使、阿连德政府内阁成员奥兰多·莱特列尔在华盛顿特区遭汽车炸弹袭击身亡，而在此之前2年，前任陆军总司令卡洛斯·普拉茨也在阿根廷布宜诺斯艾利斯遇刺身亡。

### 对外关系

兀鹰行动的成員：阿根廷，玻利維亞，巴西，智利，巴拉圭，烏拉圭 （深綠色）
觀察國：哥倫比亞，秘魯，委內瑞拉 （淺綠色）
美國 （藍色）

皮诺切特军政权在建立之初便立即与古巴、北越、北韩等共产主义国家断绝了自阿连德时期建立起的外交关系；不过，皮诺切特政权并没有与中华人民共和国、羅馬尼亞社會主義共和國断绝邦交。当时拉丁美洲的玻利维亚、巴西、巴拉圭、乌拉圭、阿根廷均先后进入右翼反共军事独裁政府。六国制定了“兀鹰行动”，旨在打击同盟国中的左翼马克思主义“颠覆分子”、游击队和他们的同情者。随着这些独裁政权的相继垮台，更多细节泄露出来。该计划遂被广泛批评为国家恐怖主义。但军政府仍辩称是为了应对各自国家内游击队的武装颠覆行动。
因與阿根廷同樣存在領土爭端，智利是福克兰战争中唯一不支持阿根廷的拉丁美洲国家，這使智利與當時英國的戴卓爾夫人政府關係密切。在任期間，羅納德·雷根和喬治·赫伯特·沃克·布什的美国政府默许了皮诺切特政权，并提供了物资支持。

### 公投通過新宪法
1980年，在一场被严格控制的公民投票中，过渡宪法条款获得75%的支持率而通过。条文规定，1988年10月5日将举行公民投票，决定是否给予皮诺切特新一届8年任期。宪法法庭裁定，这场公民投票必须严格按照选举法组织。相关规定包括：所有选项（这场投票中是“同意”和“反对”两项）将获得同等的不间断的电视宣传时段，所有电视频道都将同时转播这些宣传内容。除此之外不能有任何政治宣传。新宪法在一次普遍认为是“不规范、不民主”的公民投票中获得通过。新宪法规定，1989年进行等额选举的总统大选，1990年还政于民。

### 1988年公投及离任

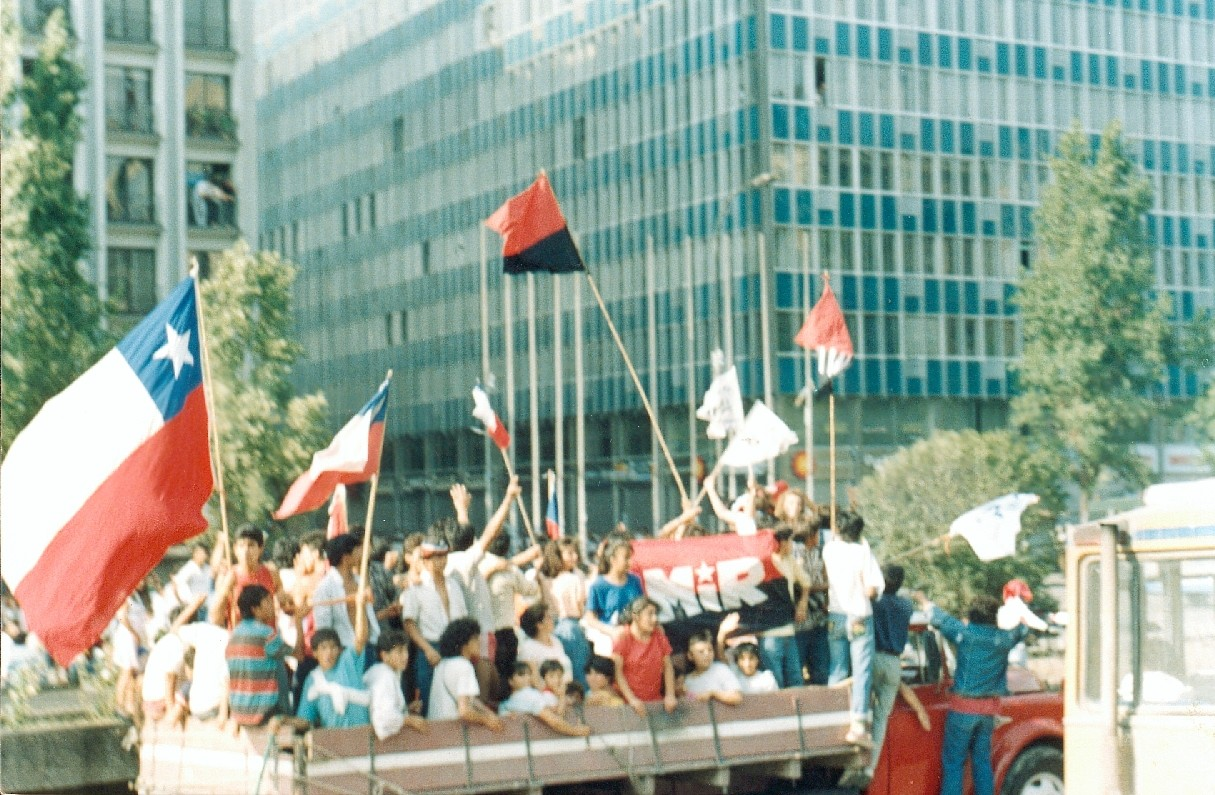
1988年智利公投后聖地亞哥庆祝的人群。

1983年5月，反对派和劳工运动组织了示威和罢工。政府对此进行了武装镇压。1986年，安全部门发现了被取缔的智利共产党的武装组织曼努埃尔·罗德里格斯爱国阵线走私的80吨武器，这一行动被古巴情报部门暗中监视，苏联和東德也介入其中。9月，其中一些武器被用于FPMR发动的一起针对皮诺切特的未遂暗杀。皮诺切特在暗杀中仅受轻伤，但他的5名保镖身亡。
1985年，3名智利共产党武装分子遭军警杀害，导致军政府成员塞萨尔·门多萨将军辞职。
1988年，反对派人民团结联盟领导人里卡多·拉戈斯·埃斯科瓦尔呼吁选民投反对票，并要求皮诺切特对所有「失踪」人口负责。政府聲称投反对票就意味着回到左派执政的混乱中，试图向选民灌输恐惧。
最终的投票结果是反对票56%，赞成票44%。皮诺切特在公投中失利，被迫同意交權。1989年，智利举行差额选举的总统選舉，总统選舉与国会选举同时举行。中間偏左基督教民主黨的帕特里西奥·埃尔文获胜，次年接替皮诺切特出任总统。1990年3月11日，皮诺切特离任。
根据1980年宪法，他可以在智利参议院获得終身參議員席位。皮诺切特卸任后，仍保留军队总司令的职务至1998年。皮诺切特于1998年3月前仍保有陆军总司令职务，繼續掌握軍權。同时宪法还规定，在任6年以上的总统可以获任终身参议员。皮诺切特因这一职位获得司法豁免权。

## 离任后

### 软禁经历

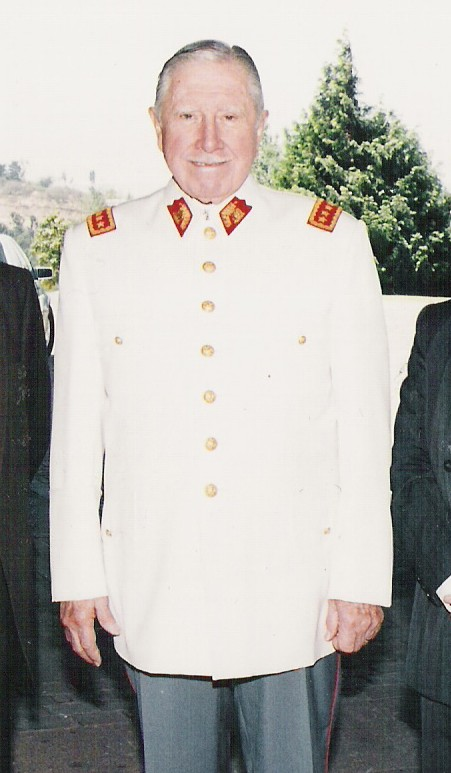
1995年的皮諾契特

1998年10月，皮诺切特卸任陸軍總司令後前往英国就醫。出國治病期間，遭西班牙法庭發出國際逮捕令，於英國倫敦被捕並被軟禁。西班牙法庭发出传票，将其拘禁在家中逾一年。後來英國上議院宣布此拘捕為非法，皮诺切特获得释放回到智利。
2002年，智利最高法院裁定皮诺切特因为血管痴呆症不适宜出庭接受侵犯人权的指控，他随即放弃在参议院的席位。2004年5月，智利最高法院又裁定他具有接受审判的能力。同年12月他遭到多项罪名的起诉。

#### 海外账户
2004年7月15日，美国参议院的调查委员会经过长达一年的调查发表了关于里格斯银行（Riggs Bank）的报告，该银行协助皮诺切特，掌管其财产中的4至8百万美元。根据这份报告，里格斯银行为皮诺切特洗钱，设置离岸空壳公司。

### 司法行动
2005年12月，智利最高法院裁定皮诺切特的健康适合接受1975年哥伦布行动中六名政治反对者失踪案件的审讯。

## 去世

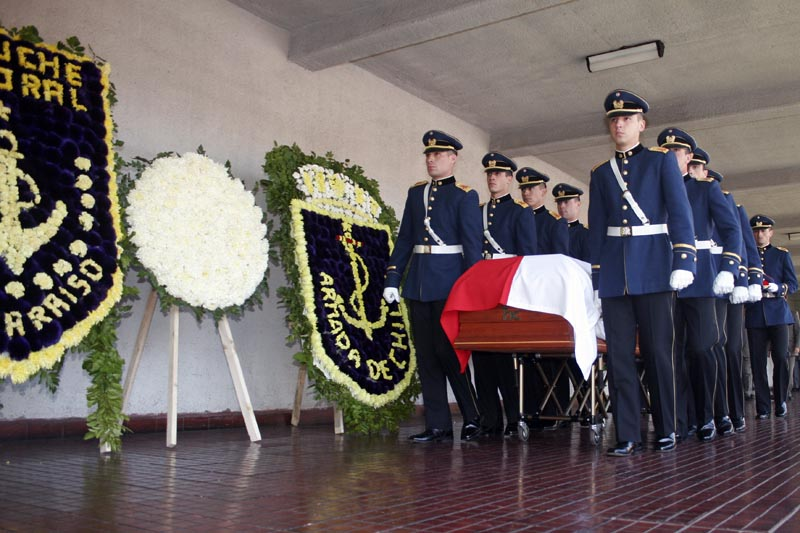
皮诺切特的葬礼

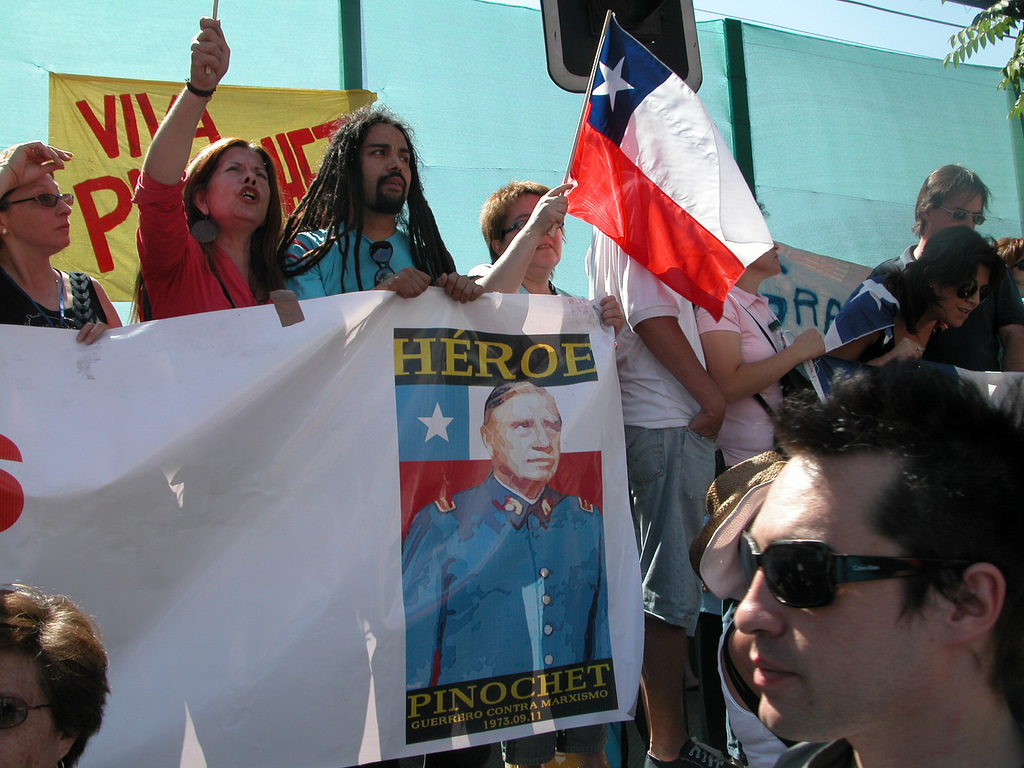
皮诺切特的支持者

2006年12月3日，皮诺切特因突发急性心肌梗塞和肺气肿送往圣地亚哥军医院接受治疗。10日14点15分，皮诺切特在该医院病亡，终年91岁。消息在圣地亚哥引发骚乱，多人被捕。12月12日，皮诺切特的葬礼在圣地亚哥军事学校举行，数万人参加了葬礼。智利国防部长布兰洛特代表政府出席了皮诺切特的葬礼，智利陆军总司令奥斯卡·伊苏列塔在葬礼上发表讲话说：「皮诺切特是在国家处于最严重危机的时候承担起领导国家的职责，他当时确信没有其他办法能使国家摆脱危机。」
皮諾契特的遺體最後火化，安葬於他生前最喜愛的夏季行館「Los Boldos」莊園內的小教堂地下。

## 改编电影
杰米·瓦德尔在2023年黑色幽默电影《伯爵》中扮演匹诺切特，匹诺切特在片中是一个250岁的法国吸血鬼。

## 榮譽和獎項
- 智利總統（1974年－1990年）
- 智利紅十字會名譽主席
- 軍事星（服務10年）
- 軍事優點（服務20年）
- 軍功大星（服務30年）
- 密涅瓦獎章（軍校本科課程）